# Palazzo Velez
Il Palazzo Velez un antico edificio civile che si trova ad Alcamo, nella provincia di Trapani

## Descrizione
Situato nel centro storico di Alcamo, alle spalle della Basilica di Santa Maria Assunta, venne costruito dalla famiglia nobile dei Velez, originari della Spagna, tra la fine del 1600 e inizio del 1700; all'interno c'è un magnifico e ampio giardino. 
Il palazzo ha un prospetto lineare con cinque ingressi,  un portone principale con portale in calcarenite; ci sono due vecchi piedistalli sovrastati da due lesene con capitelli dell'ordine toscano, e un arco a sesto ribassato.
Al centro, sopra il portale, si trova una lunga balconata con decorazioni,  sorretta da tre mensole.
Dall'androne si può accedere al primo piano, attraverso una pregevole scala in pietra di travertino; qui sporgono quattro balconi, con mensole e sostegni in pietra, e due finestre ad occhio;  al secondo piano due piccole finestre, una finestra ad occhio, e un piccolo balcone.
Infine al terzo piano, c'è un terrazzo con la copertura realizzata con travi, assi di legno e tegole, con pareti che hanno degli archi a tutto sesto.
Sul lato nord, nella via Tenente De Blasi Chiarelli, esistono altre due entrate e una finestra, e altre finestre e balconi al secondo e terzo piano.
Gli affreschi che erano sulle volte non sono più esistenti.